# Alen Grgić
Alen Grgić (Újgradiska, 1994. augusztus 10. –) horvát labdarúgó, a Diósgyőri VTK játékosa kölcsönben az NK Osijek csapatától.

## Pályafutása
A Mladost Cernik korosztályos csapataiban nevelkedett, majd 2008-ban az Osijek akadémiájához csatlakozott. 2013. augusztus 12-én debütált a bajnokságban az HNK Rijeka ellen 5–1-re elvesztett mérkőzésen az 57. percben Marko Dugandzic cseréjeként lépett pályára. Szeptember 25-én a kupában is bemutatkozott a  Torpedo Kusevac ellen. Október 30-án a kupa következő fordulójában a Međimurje Čakovec ellen első gólját is megszerezte. A 2014–2015-ös szezont kölcsönben a Sesvete csapatánál töltötte. 2015. szeptember 25-én az első bajnoki gólját szerezte meg a Dinamo Zagreb ellen. 2021. január 13-án az NK Osijek csapata bejelentette, hogy a 2020–2021-es idény végéig kölcsönben a Diósgyőri VTK játékosa lett kölcsönben.